# 피아노 레슨
《피아노 레슨》(The Piano Lesson)은 미국에서 제작된 로이드 리처즈 감독의 1995년 드라마 영화이다. 찰스 듀튼 등이 주연으로 출연하였다. 1995년 2월 5일 CBS를 통해 처음 방영되었다.

## 출연

### 주연
- 찰스 듀튼
- 알프리 우다드

### 조연
- 칼 고든
- 토미 홀리스
- 루 마이어스
- 코트니 B. 반스
- 젤다 해리스

## 기타
- 공동제작: 브렌트 쉴즈
- 미술: 제임스 윌리엄 뉴포트
- 의상: 빅키 산체즈
- 배역: 올리비아 해리스
- 배역: 필리스 허프먼
- 배역: 캔니스 케네디